# Niki Terpstra

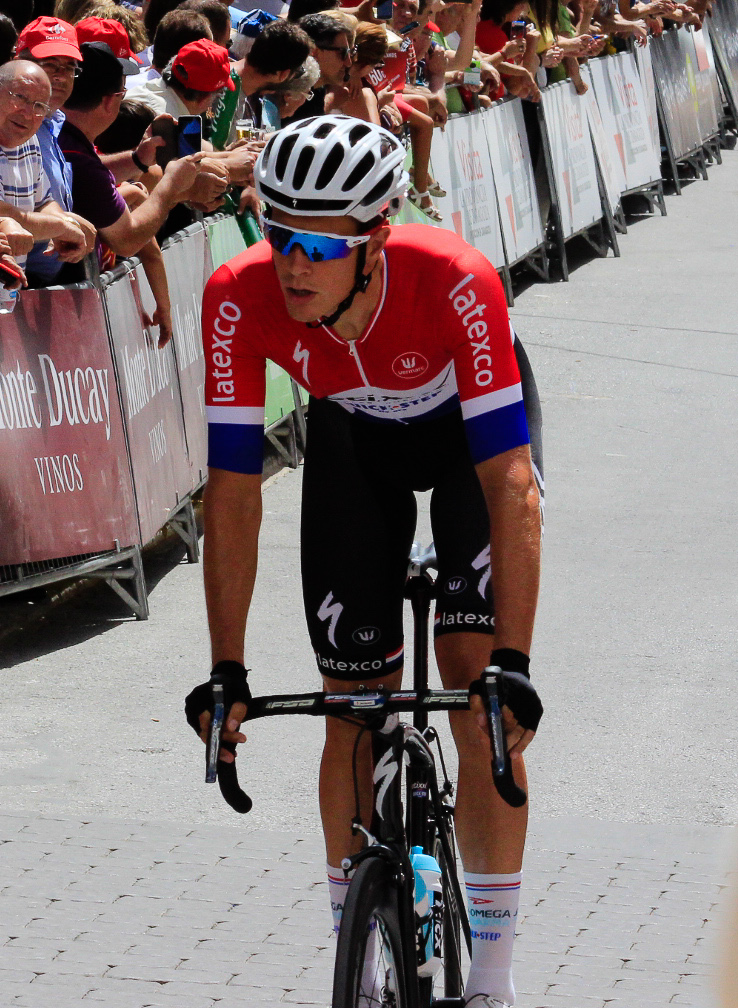
Niki Terpstra in de Ronde van Spanje 2015

Niki Terpstra (Beverwijk, 18 mei 1984) is een Nederlands voormalig wielrenner, die na successen op de baan geleidelijk de overstap maakte naar het wegwielrennen. Hij heeft enkele grote overwinningen geboekt in klassiekers/monumenten, waaronder Parijs-Roubaix in 2014 en de Ronde van Vlaanderen in 2018.

## Biografie

### Begin
Terpstra begon in 1993 met wielrennen bij de wielervereniging DTS (Door Training Sterk) en een jaar later had hij zijn eerste licentie binnen. Vanaf 1999 combineerde Terpstra het wielrennen met het baanwielrennen en bleef hij niet onopgemerkt. Na de Olympische Zomerspelen in 2004 nodigde bondscoach Peter Pieters hem uit voor de nationale selectie.
Terpstra was zijn profcarrière dan al een jaar daarvoor gestart. Zijn grootste successen tot dan toe heeft hij bij het baanwielrennen. Samen met Levi Heimans, Jens Mouris en Peter Schep won hij in 2005 zilver op het onderdeel ploegenachtervolging bij het WK in Los Angeles. Hij werd viermaal Nederlands kampioen. In 2006 wist Terpstra een zware etappe in de Ronde van België te winnen.
Vanaf 2007 reed hij voor de Duitse ProTourploeg Team Milram. Het begin van dat jaar was moeizaam, maar na het winnen van de bergtrui in de Ronde van Duitsland was het vertrouwen terug. Zo wordt Terpstra in 2008 geselecteerd voor de Olympische Zomerspelen voor de wegwedstrijd en de baan. Bij dat laatste onderdeel brak hij echter zijn beide spaakbeenderen. In 2009 won hij de derde etappe in de Dauphiné Libéré. Door een lange aanval mocht hij ook de leiderstrui aantrekken. Op het Nederlands kampioenschap van 2010 troonde Terpstra zich tot nationaal kampioen door Pieter Weening en Lars Boom achter zich te houden. Bij zijn derde Tour de France in 2010 moest Niki Terpstra voor de start van de 3e etappe de strijd staken, omdat hij hoge koorts had. In de Vuelta 2010 en in het najaar liet hij zich regelmatig in ontsnappingen zien. Zoals ook op het WK 2010 waar hij op enkele honderden meters van de streep werd ingelopen door het peloton.

### Quick-Step
Vanaf 2011 rijdt Terpstra voor het Belgische Quick·Step. Op 21 maart 2012 won hij Dwars door Vlaanderen. Hij reed de laatste 30 kilometer solo op kop richting Waregem en won voor Sylvain Chavanel en Koen de Kort. Twee weken later behaalde hij als meesterknecht van Tom Boonen de zesde plaats in de Ronde van Vlaanderen en de vijfde plaats in Parijs-Roubaix. Ook werd hij voor de tweede maal in zijn carrière Nederlands kampioen, door in zeer regenachtige weersomstandigheden na een loodzware koers en een solo van zo'n 50 km bijna 2 minuten voor Lars Boom, de nummer twee, te finishen. Op zondag 16 september 2012 won Terpstra op de wereldkampioenschappen samen met zijn ploeg Omega Pharma-Quickstep de WK-ploegentijdrit. De andere vijf renners waren Tom Boonen, Peter Velits, Tony Martin, Kristof Vandewalle en Sylvain Chavanel. Het BMC van Philippe Gilbert strandde op drie seconden. Terpstra wist zijn goede vorm in het najaar vast te houden. In Parijs-Tours sloeg hij de beslissende demarrage, waardoor hij in een kopgroep met Marco Marcato en Laurens de Vreese aan de finish kwam. Opgejaagd door de naderende sprinter John Degenkolb ging Terpstra vroeg aan en moest hij de zege aan Marcato laten. De Vreese werd tweede en Terpstra derde. In november 2012 ontving Terpstra de Gerrit Schulte Trofee, de onderscheiding die jaarlijks wordt aangereikt aan de beste wielrenner van Nederland.
In 2013 behaalde hij zijn eerste podiumplaats in een "monument": de derde plaats in Parijs-Roubaix. Ook eindigde hij als tweede op het Nederlands kampioenschap tijdrijden, op slechts 4 seconden van winnaar Lieuwe Westra. Met zijn ploeg Omega Pharma-Quickstep wist hij de wereldtitel op de ploegentijdrit in Florence te prolongeren.
Op zondag 9 februari 2014 won Terpstra in de Ronde van Qatar de eerste etappe. Hij troefde in een groepje van vijf onder anderen Jürgen Roelandts af. Terpstra wist de leiding in het algemeen klassement vast te houden en werd zo de tweede Nederlander die de Ronde van Qatar won. Eind maart won hij Dwars door Vlaanderen door als enige het peloton voor te blijven. Enkele dagen later werd hij tweede in de E3 Harelbeke.
Op 13 april 2014 behaalde Terpstra de grootste overwinning uit zijn carrière door Parijs-Roubaix te winnen. Hij kwam solo aan de finish. Het was de tweede Nederlandse overwinning in de klassieker, na Servais Knaven die in 2001 Parijs-Roubaix won.
Op 5 april 2015 werd Terpstra tweede, achter winnaar Alexander Kristoff in de Ronde van Vlaanderen. Eerder in het voorjaar werd hij al tweede in de Omloop Het Nieuwsblad en Gent-Wevelgem. Later dat jaar werd hij wel Nederlands kampioen wielrennen op de weg.
Op 25 september 2016 werd Terpstra de winnaar van de Nederlands-Belgische Eneco Tour.

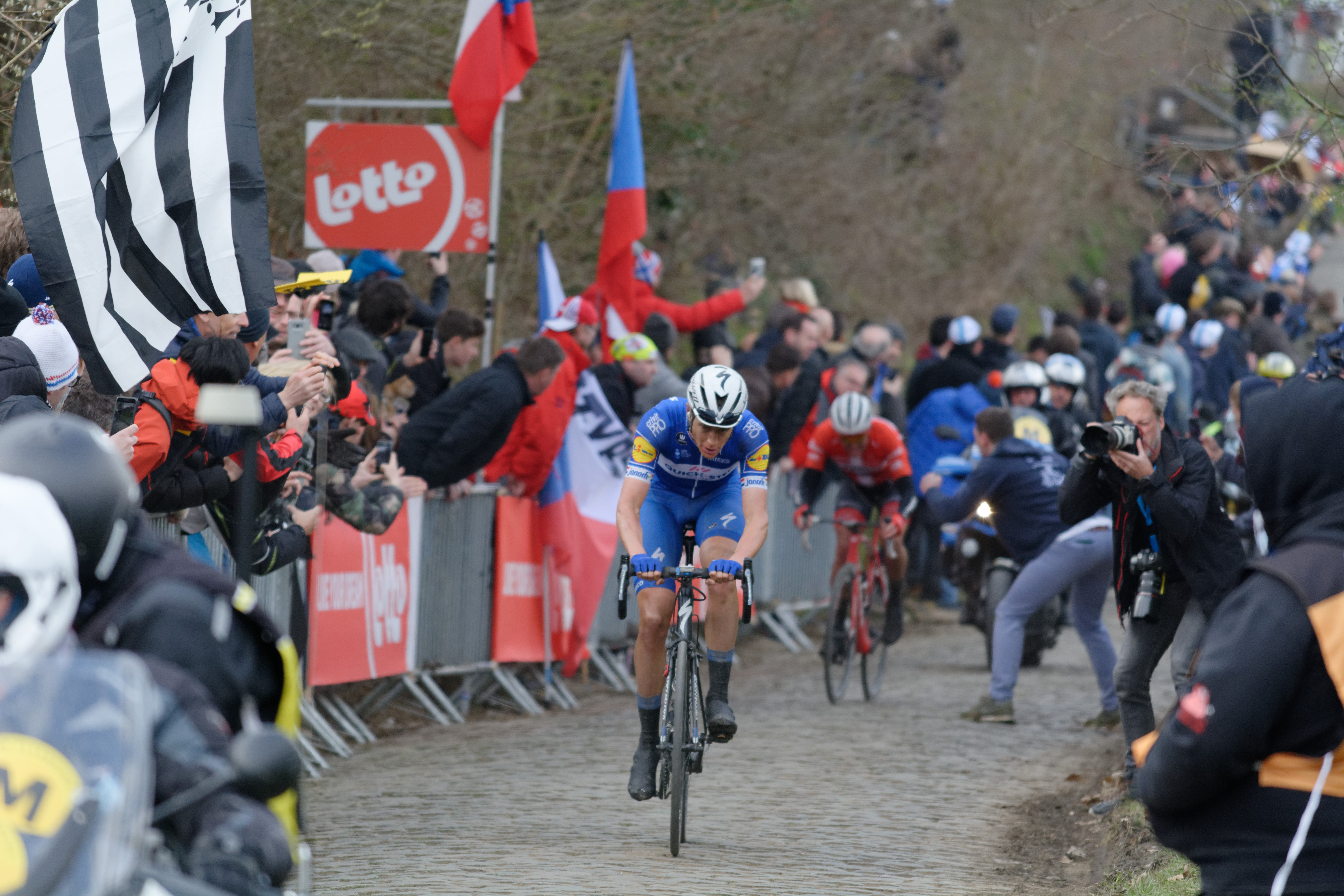
Niki Terpstra op de Oude Kwaremont, bezig aan zijn beslissende solo tijdens de door hem gewonnen Ronde van Vlaanderen 2018.

Op 1 april 2018 won hij de Ronde van Vlaanderen, de tweede Nederlander die dat presteerde sinds Adrie van der Poel in 1986. Hij viel aan op de Hotond, en rekende de kopgroep in op de Oude Kwaremont. Hij arriveerde solo bij de finish in Oudenaarde. Na Hennie Kuiper en Jan Raas is hij de derde Nederlandse coureur die Parijs-Roubaix en de Ronde van Vlaanderen op zijn naam schreef. Een week eerder won Terpstra ook al de E3 Harelbeke. In augustus 2018 verraste Terpstra met een transfer naar het Franse Direct Energie, waar hij vanaf 2019 zal rijden.
Op dinsdag 16 juni 2020 raakte Terpstra zwaargewond bij een val op de dijk Lelystad-Enkhuizen.
Op 13 september 2022, op 38-jarige leeftijd, maakte Niki Terpstra via social media bekend aan het eind van het seizoen een punt achter zijn wielercarrière te zetten.
Zijn laatste wedstrijd reed hij in de zesdaagse van Rotterdam (6 t/m 11 december), die hij samen met koppelgenoot Yoeri Havik won.

### Privéleven en andere activiteiten
Terpstra is getrouwd en heeft met zijn vrouw een zoon en een dochter. Hij heeft een eigen sportkledinglijn (Speed on Wheels).

## Baanwielrennen

### Palmares
| 2006                                |                                               | puntenkoers |                      |  |                                                                         |
| Elite                               |                                               |             |                      |  |                                                                         |
| 2003                                | scratch                                       |             |                      |  |                                                                         |
| 2004                                | scratch · derny                               |             |                      |  | WB Moskou: · ploegenachtervolging                                       |
| 2005                                | achtervolging · puntenkoers · scratch · derny |             | ploegenachtervolging |  | WB Manchester: · ploegenachtervolging                                   |
| 2006                                | achtervolging · ploegkoers                    |             |                      |  | WB L.A.: · ploegenachtervolging · ploegkoers · WB Sydney: · puntenkoers |
| 2007                                | ploegkoers · scratch                          |             |                      |  |                                                                         |
| geen deelnames tussen 2008 en 2010. |                                               |             |                      |  |                                                                         |
| 2011                                | ploegkoers                                    |             |                      |  |                                                                         |
| geen deelnames in 2012 en 2013.     |                                               |             |                      |  |                                                                         |
| 2014                                |                                               |             |                      |  | GP Ted Wood: · derny                                                    |
| geen deelnames tussen 2015 en 2018. |                                               |             |                      |  |                                                                         |
| 2019                                |                                               |             |                      |  | Wieler 3 daagse Alkmaar                                                 |

### Zesdaagsen
| Nr. | Jaar | Zesdaagse van | Samen met     |
| --- | ---- | ------------- | ------------- |
| 1   | 2011 | Amsterdam     | Iljo Keisse   |
| 2   | 2013 | Rotterdam     | Iljo Keisse   |
| 3   | 2014 | Rotterdam     | Iljo Keisse   |
| 4   | 2014 | Amsterdam     | Yoeri Havik   |
| 5   | 2015 | Rotterdam     | Iljo Keisse   |
| 6   | 2019 | Rotterdam     | Thomas Boudat |
| 7   | 2022 | Rotterdam     | Yoeri Havik   |

| Aantal | Samen met                     |
| ------ | ----------------------------- |
| 4      | - Iljo Keisse                 |
| 2      | - Thomas Boudat - Yoeri Havik |

## Wegwielrennen

### Overwinningen
2004
2e etappe Ronde van Midden-Brabant
GP Wielerrevue
2005
Omloop der Kempen
2006
6e etappe Ronde van Normandië
4e etappe Ronde van België
2e etappe OZ Wielerweekend
Eindklassement OZ Wielerweekend
Ronde van Midden-Nederland
2007
Bergklassement Ronde van Duitsland
2009
3e etappe Critérium du Dauphiné Libéré
Proloog Ster Elektrotoer
Ridderronde Maastricht
2010
 Nederlands kampioen op de weg, Elite
Ronde van Bochum
2012
Dwars door Vlaanderen
 Nederlands kampioen op de weg, Elite
 UCI Ploegentijdrit in Valkenburg
2013
1e etappe Tirreno-Adriatico (ploegentijdrit)
 UCI Ploegentijdrit in Firenze
2014
1e etappe Ronde van Qatar
Eindklassement Ronde van Qatar
Dwars door Vlaanderen
Parijs-Roubaix
2015
3e etappe Ronde van Qatar
Eindklassement Ronde van Qatar
 Nederlands kampioen op de weg, Elite
1e etappe Ronde van Wallonië
Eindklassement Ronde van Wallonië
2016
Le Samyn
Dwars door het Hageland
Eindklassement Eneco Tour
 UCI Ploegentijdrit in Doha
2018
Le Samyn
E3 Harelbeke
Ronde van Vlaanderen
 UCI Ploegentijdrit in Innsbruck

### Resultaten in voornaamste wedstrijden
| Jaar | Ronde van Italië | Ronde van Frankrijk | Ronde van Spanje |
| ---- | ---------------- | ------------------- | ---------------- |
| 2007 |                  |                     | 142e             |
| 2008 |                  | 136e                |                  |
| 2009 |                  | 152e                |                  |
| 2010 |                  | opgave              | 93e              |
| 2011 |                  | 134e                |                  |
| 2012 |                  |                     | 127e             |
| 2013 |                  | 149e                |                  |
| 2014 |                  | 94e                 |                  |
| 2015 |                  |                     | opgave           |
| 2016 |                  |                     | 139e             |
| 2017 |                  |                     | 130e             |
| 2018 |                  | 119e                |                  |
| 2019 |                  | opgave              |                  |
| 2020 |                  |                     | 136e             |
| 2021 |                  |                     |                  |
| 2022 |                  |                     |                  |

| Jaar | Milaan-San Remo | Gent-Wevelgem | Ronde van Vlaanderen | Parijs-Roubaix | Amstel Gold Race | Luik-Bast.‑Luik | Ronde van Lombardije | Parijs-Tours | E3 Harelbeke | Dwars door Vlaanderen |  | WK op de weg |  | Wereldranglijsten |
| ---- | --------------- | ------------- | -------------------- | -------------- | ---------------- | --------------- | -------------------- | ------------ | ------------ | --------------------- |  | ------------ |  | ----------------- |
| 2007 |                 |               |                      | 74e            | opgave           | opgave          |                      | 86e          | 56e          |                       |  |              |  | 124e (UPT)        |
| 2008 | 145e            |               | 14e                  | 103e           | 114e             |                 |                      |              | 33e          | 12e                   |  |              |  |                   |
| 2009 | 83e             |               | buit.tijd            | 17e            | opgave           |                 | opgave               | 74e          | 15e          | 33e                   |  |              |  | 193e (UWK)        |
| 2010 | 41e             | 113e          | 45e                  | 32e            | opgave           | opgave          |                      | 91e          |              | ↑                     |  | 19e          |  |                   |
| 2011 | 38e             |               |                      |                |                  |                 |                      |              | 14e          | 30e                   |  | 165e         |  | 176e (UWT)        |
| 2012 | 45e             |               | 6e                   | 5e             | 28e              |                 |                      | ↑            | 25e          | ↑                     |  | 66e          |  | 31e (UWT)         |
| 2013 | opgave          |               | 113e                 | ↑              | opgave           |                 |                      | 10e          | opgave       | 11e                   |  |              |  | 53e (UWT)         |
| 2014 |                 |               | 6e                   | ↑              |                  |                 |                      |              | ↑            | ↑                     |  |              |  | 26e (UWT)         |
| 2015 |                 | ↑             | ↑                    | 15e            |                  |                 |                      | 30e          | 14e          | 18e                   |  | 13e          |  | 37e (UWT)         |
| 2016 |                 | 21e           | 10e                  | opgave         |                  |                 |                      |              | 13e          | 35e                   |  | 9e           |  | 47e (UWT)         |
| 2017 |                 | 4e            | ↑                    | opgave         |                  |                 |                      | ↑            | 19e          | 25e                   |  | 24e          |  | 65e (UWT)         |
| 2018 |                 | 39e           | ↑                    | ↑              | opgave           |                 |                      | ↑            | ↑            | 9e                    |  |              |  | 20e (UWT)         |
| 2019 | 56e             | 23e           | opgave               |                |                  |                 |                      | ↑            | 15e          | 60e                   |  | 20e          |  | 94e (UWR)         |
| 2020 |                 | 73e           | 111e                 |                |                  |                 |                      |              |              |                       |  |              |  |                   |
| 2021 | 139e            | 59e           | 86e                  | buit.tijd      |                  |                 |                      | 51e          | 46e          | 52e                   |  |              |  |                   |
| 2022 |                 | 71e           | 29e                  | 50e            | 90e              |                 |                      | 128e         | opgave       | 21e                   |  |              |  |                   |

## Gravelrace

### Overwinningen
2022
Wish One Gravel Race

## Ploegen
- 2003 –  Cycling Team Bert Story-Piels (vanaf 28-6)
- 2004 –  Cycling Team Bert Story-Piels
- 2005 –  AXA Pro-Cycling Team
- 2006 –  Ubbink-Syntec Cycling Team
- 2007 –  Team Milram
- 2008 –  Team Milram
- 2009 –  Team Milram
- 2010 –  Team Milram
- 2011 –  Quick Step Cycling Team
- 2012 –  Omega Pharma-Quick-Step Cycling Team
- 2013 –  Omega Pharma-Quick-Step Cycling Team
- 2014 –  Omega Pharma-Quick-Step
- 2015 –  Etixx-Quick Step
- 2016 –  Etixx-Quick Step
- 2017 –  Quick-Step Floors
- 2018 –  Quick-Step Floors
- 2019 –  Direct Énergie
- 2020 –  Total Direct Energie
- 2021 –  Total Direct Energie
- 2022 –  Team TotalEnergies

## Trivia
Niki Terpstra vlecht na zijn overwinningen regelmatig zinnen uit liedjes van Nederlandse en Belgische artiesten door zijn interviews. Dat deed hij voor het eerst in 2014, na het winnen van Dwars door Vlaanderen. Toen citeerde hij uit Als je wint van Henny Vrienten en Herman Brood: "Ik had in m'n benen pijn, maar ja, ik wou de snelste zijn. Ze halen me nooit meer in, ik dacht: verdomd, ik win". In 2016 - na het winnen van de Eneco Tour - gebruikte hij zinnen uit Maximum Overdrive van 2 Unlimited: "Ik dacht: Boem-tsjikkedie-boem-tsjikkedie-boem-tsjikkedie-boem, take it up to the maximum."
De winst in de E3 Harelbeke van 2018 vierde Terpstra met 'Banaan' van rapper Jebroer: "Ik zei vanmorgen tegen Fitte: Ik heb m'n stoute schoenen aan. Zie me hakken, zie me tjappen, zie me gaan. Ik lust geen appel, lust geen kiwi: ik wil gaan met die, ik wil gaan met die, ik wil gaan met die banaan." En na zijn overwinning in de Ronde van Vlaanderen datzelfde jaar was het de beurt aan Raymond van het Groenewoud, toen Terpstra een eigen draai gaf aan 'Liefde voor muziek' met de woorden: "Ik bouwde op, ik bouwde op, ik bouwde op, heel het bloed stond naar mijn kop. Het was de liefde, de liefde voor de koers." Tijdens het studio-interview bij het Belgische sportprogramma Sporza deed hij dat nog eens dunnetjes over met enkele zinnen uit 'Tijdmachine' van de rappers Dio en Sef.